# Adjectiv demonstrativ
În morfologie, adjectivul demonstrativ este un cuvânt gramatical din categoria adjectivelor pronominale, care determină un substantiv indicând în general apropierea ori depărtarea acestuia față de vorbitor (uneori și față de destinatarul comunicării) în spațiu sau în timp. Entitățile denumite de substantiv pot fi concrete (obiecte, ființe, persoane), pe care vorbitorul le arată în spațiu, dar pot fi și abstracte (acțiuni, calități), despre care vorbitorul indică faptul că sunt cunoscute pentru că a mai fost vorba despre ele, ori pentru că din diverse motive sunt prezente în mintea destinatarului. Adjectivelor demonstrative le corespund pronume demonstrative care, în funcție de limbă, pot fi de aceeași formă sau de formă mai mult sau mai puțin diferită de cea a adjectivelor.
Sunt în general considerate adjective demonstrative cuvintele corespunzătoare celor românești acest(a) și acel(a) (forme de bază), dar gramaticile diverselor limbi și ale diverșilor autori nu sunt unitare în ceea ce privește categoriile de cuvinte considerate adjective demonstrative. Pe de altă parte există diferențe între limbi în a distinge două sau mai multe grade de apropiere/depărtare.

## În limba română
Gramaticile tradiționale ale limbii române disting mai multe categorii de adjective demonstrative. Acestea au forme diferite după gen și număr, precum și două forme cazuale: de nominativ-acuzativ și de genitiv-dativ. Există totodată și forme specifice registrelor de limbă: pe de o parte forme elevate și curente, pe de altă parte forme familiare.

### Adjectivele demonstrative de apropiere și de depărtare
Aceste adjective au forme ușor diferite după cum sunt antepuse sau postpuse substantivului determinat. Cele postpuse sunt identice cu formele pronumelor demonstrative.
Formele postpuse de apropiere:
| Caz   | Singular           | Singular           | Singular      | Singular      | Plural        | Plural   | Plural            | Plural            |
| Caz   | masculin și neutru | masculin și neutru | feminin       | feminin       | masculin      | masculin | feminin și neutru | feminin și neutru |
| Caz   | elevat/curent      | familiar           | elevat/curent | familiar      | elevat/curent | familiar | elevat/curent     | familiar          |
| ----- | ------------------ | ------------------ | ------------- | ------------- | ------------- | -------- | ----------------- | ----------------- |
| N.-A. | acesta             | ăsta               | aceasta       | asta          | aceștia       | ăștia    | acestea           | astea             |
| G.-D. | acestuia           | ăstuia             | acesteia      | asteia/ăsteia | acestora      | ăstora   | acestora          | ăstora            |

Formele postpuse de depărtare:
| Caz   | Singular           | Singular           | Singular      | Singular | Plural        | Plural   | Plural            | Plural            |
| Caz   | masculin și neutru | masculin și neutru | feminin       | feminin  | masculin      | masculin | feminin și neutru | feminin și neutru |
| Caz   | elevat/curent      | familiar           | elevat/curent | familiar | elevat/curent | familiar | elevat/curent     | familiar          |
| ----- | ------------------ | ------------------ | ------------- | -------- | ------------- | -------- | ----------------- | ----------------- |
| N.-A. | acela              | ăla                | aceea         | aia      | aceia         | ăia      | acelea            | alea              |
| G.-D. | aceluia            | ăluia              | aceleia       | ăleia    | acelora       | ălora    | acelora           | ălora             |

Formele antepuse de apropiere:
| Caz   | Singular           | Singular           | Singular      | Singular    | Plural        | Plural   | Plural            | Plural            |
| Caz   | masculin și neutru | masculin și neutru | feminin       | feminin     | masculin      | masculin | feminin și neutru | feminin și neutru |
| Caz   | elevat/curent      | familiar           | elevat/curent | familiar    | elevat/curent | familiar | elevat/curent     | familiar          |
| ----- | ------------------ | ------------------ | ------------- | ----------- | ------------- | -------- | ----------------- | ----------------- |
| N.-A. | acest              | ăst                | această       | astă        | acești        | ăști     | aceste            | aste              |
| G.-D. | acestui            | ăstui              | acestei       | astei/ăstei | acestor       | ăstor    | acestor           | ăstor             |

Formele antepuse de depărtare:
| Caz   | Singular           | Singular           | Singular      | Singular | Plural        | Plural   | Plural            | Plural            |
| Caz   | masculin și neutru | masculin și neutru | feminin       | feminin  | masculin      | masculin | feminin și neutru | feminin și neutru |
| Caz   | elevat/curent      | familiar           | elevat/curent | familiar | elevat/curent | familiar | elevat/curent     | familiar          |
| ----- | ------------------ | ------------------ | ------------- | -------- | ------------- | -------- | ----------------- | ----------------- |
| N.-A. | acel               | ăl                 | acea          | a        | acei          | ăi       | acele             | ale               |
| G.-D. | acelui             | ălui               | acelei        | ălei     | acelor        | ălor     | acelor            | ălor              |

Exemple în registrele elevat/curent: acestui om / omului acestuia, acest fenomen / fenomenul acesta, această zi / ziua aceasta, acel ceas / ceasul acela.
Exemple în registrul familiar: omului ăluia, ziua aia, ceasul ăla.
Formele familiare antepuse sunt de folosință limitată. Se utilizează mai mult forma astă, în adverbe compuse și îmbinări adverbiale temporale cu sensul „această” (astăzi, astă seară) și în altele cu sensul „precedentă, trecută” (astă-noapte, astă-vară, aseară), în care își pierd caracterul familiar.

### Adjectivul demonstrativ de identitate
Acest adjectiv nu are forme familiare aparte și se folosește identic și ca pronume:
| Caz   | Singular           | Singular  | Plural    | Plural            |
| Caz   | masculin și neutru | feminin   | masculin  | feminin și neutru |
| ----- | ------------------ | --------- | --------- | ----------------- |
| N.-A. | același            | aceeași   | aceiași   | aceleași          |
| G.-D. | aceluiași          | aceleiași | acelorași | acelorași         |

Acest adjectiv este totdeauna antepus: același om.

### Adjectivele demonstrative de diferențiere
Forme de depărtare:
| Caz   | Singular           | Singular           | Singular      | Singular  | Plural        | Plural    | Plural            | Plural            |
| Caz   | masculin și neutru | masculin și neutru | feminin       | feminin   | masculin      | masculin  | feminin și neutru | feminin și neutru |
| Caz   | elevat/curent      | familiar           | elevat/curent | familiar  | elevat/curent | familiar  | elevat/curent     | familiar          |
| ----- | ------------------ | ------------------ | ------------- | --------- | ------------- | --------- | ----------------- | ----------------- |
| N.-A. | celălalt           | ălălalt            | cealaltă      | ailaltă   | ceilalți      | ăilalți   | celelalte         | alelalte          |
| G.-D. | celuilalt          | ăluilalt           | celeilalte    | ăleilalte | celorlalți    | ălorlalți | celorlalte        | ălorlalte         |

Există și o formă de apropiere, dar numai în registrul familiar:
| Caz   | Singular           | Singular              | Plural     | Plural            |
| Caz   | masculin și neutru | feminin               | masculin   | feminin și neutru |
| ----- | ------------------ | --------------------- | ---------- | ----------------- |
| N.-A. | ăstălalt           | astălaltă             | ăștilalți  | astelalte         |
| G.-D. | ăstuilalt          | ăsteilalte/asteilalte | ăstorlalți | ăstorlalte        |

Adjectivele demonstrative de diferențiere au aceeași formă ca pronumele, indiferent de topică: celălalt om / omul celălalt.
De menționat că toate adjectivele demonstrative românești antepuse determină în mod definit substantivul numai prin ele însele, dar cele postpuse o fac împreună cu articolul hotărât atașat substantivului.

## În alte limbi

### În limba franceză
Formele adjectivelor demonstrative franceze sunt diferite de cele ale pronumelor corespunzătoare:
| Singular        | Singular        | Plural              |
| masculin        | feminin         | masculin și feminin |
| --------------- | --------------- | ------------------- |
| ce, cet „acest” | cette „această” | ces „acești/aceste” |

Observații:
- Forma ce se folosește înaintea substantivelor care încep cu consoană sau cu h aspirat (în scris) (ce couteau „acest cuțit / cuțitul acesta”, ce héros „acest erou / eroul acesta”), iar cet înaintea substantivelor care încep cu vocală sau cu h mut (în scris): cet animal „acest animal / animalul acesta”, cet homme „acest bărbat / omul acesta”.
- În principiu, apropierea și depărtarea se marchează prin așa-numitele particule -ci, respectiv -là, postpuse substantivului determinat (Je prends ce livre-ci. Je vous laisse ce livre-là „Iau cartea aceasta. Vă las cartea aceea”), însă în vorbire există tendința ca -là să exprime și apropierea dacă nu trebuie stabilită o opoziție între entități după gradul de depărtare.
- Fără particulă, adjectivele demonstrative se folosesc în principal pentru reamintirea unei entități numite mai înainte (Vous m’avez annoncé un visiteur ; où est ce visiteur ? „Mi-ați anunțat un vizitator; unde e vizitatorul acela?”) sau pentru a anunța o entitate despre care încă nu a fost vorba: Écoutez cette histoire ; elle vous amusera „Ascultați povestea asta; vă va distra”.

Spre deosebire de română, în franceză, adjectivul demonstrativ determină totdeauna substantivul în mod definit, fără prezența articolului hotărât. Mai este de menționat că în gramaticile tradiționale ale limbii franceze, adjective demonstrative sunt considerate numai cele de mai sus.

### În limbile sârbă și croată
În limbile sârbă și croată, adjectivele demonstrative au aceleași forme ca și pronumele corespunzătoare, indicând trei grade de apropiere/depărtare. Formele lor sunt:
| Apropiere/ Depărtare | Singular         | Singular | Singular          | Plural           | Plural | Plural            |
| Apropiere/ Depărtare | masculin         | neutru   | feminin           | masculin         | neutru | feminin           |
| -------------------- | ---------------- | -------- | ----------------- | ---------------- | ------ | ----------------- |
| Apropiere            | ovaj „acest”     | ovo      | ova „această”     | ovi „acești”     | ova    | ove „aceste”      |
| Depărtare medie      | taj „acest/acel” | to       | ta „această/acea” | ti „acești/acei” | ta     | te „aceste/acele” |
| Depărtare            | onaj „acel”      | ono      | ona „acea”        | oni „acei”       | ona    | one „acele”       |

Aceste adjective se declină ca adjectivele nepronominale, având, în afară de forma de nominativ (cea de mai sus), încă cinci forme cazuale.
Gradele de apropiere/depărtare se pot ilustra cu următoarele exemple:
- Daću ti ovaj članak da ga pročitaš „Îți voi da articolul acesta ca să-l citești” – ceea ce este lângă/la vorbitor[4];
- Lepo ti stoji ta haljina „Îți stă bine rochia asta” – ceea ce este lângă/la destinatar[4];
- onaj visoki muškarac „bărbatul acela înalt” – ceea ce nu este nici lângă/la vorbitor, nici lângă/la destinatar[5].

Pe lângă aceste adjective demonstrative, în sârbă și croată mai sunt și altele, care nu au corespondente analoge în română:
| Apropiere/ Depărtare | Singular                | Singular | Singular                 | Plural                   | Plural | Plural                    |
| Apropiere/ Depărtare | masculin                | neutru   | feminin                  | masculin                 | neutru | feminin                   |
| -------------------- | ----------------------- | -------- | ------------------------ | ------------------------ | ------ | ------------------------- |
| Apropiere            | ovakav „ca acesta”      | ovakvo   | ovakva „ca aceasta”      | ovakvi „ca aceștia”      | ovakva | ovakve „ca acestea”       |
| Depărtare medie      | takav „ca acesta/acela” | takvo    | takva „ca aceasta/aceea” | takvi „ca aceștia/aceia” | takva  | takve „ca acestea/acelea” |
| Depărtare            | onakav „ca acela”       | onakvo   | onakva „ca aceea”        | onakvi „ca aceia”        | onakva | onakve „ca acelea”        |

Mai există și o serie de adjective care se referă la dimensiune sau la cantitate, și care nu au corespondente românești care să indice apropierea și depărtarea:
- ovoliki, ovoliko, ovolika, ovoliki, ovolika, ovolike „atâta (de mare/mic/mică/mari/mici)”;
- toliki, toliko, tolika, toliki, tolika, tolike „atâta (de mare/mic/mică/mici), atâta (de mult/multă/mulți/multe), atât/atâta/atâți/atâtea”;
- onoliki, onoliko, onolika, onoliki, onolika, onolike „atâta (de mare/mic/mică/mari/mici)”.

Exemple în propoziții:
Želim ovakve rukave „Doresc mâneci ca acestea” (spune, de exemplu, un client unui croitor, arătând mânecile hainei pe care o poartă);
Želim takve rukave „Doresc mâneci ca acestea/acelea” (același, arătând haina din mâna croitorului);
Želim onakve rukave „Doresc mâneci ca acelea” (arătând o haină care e mai departe de ambii interlocutori);
Šta ćeš raditi s tolikim novcem? „Ce-ai să faci cu atâția bani?” (banii fiind la destinatarul comunicării).

### În limba maghiară
În gramaticile limbii maghiare sunt considerate adjective demonstrative mai multe cuvinte, care nu variază după gen, această categorie gramaticală fiind străină limbii maghiare. Ca adjective se folosesc aceleași forme ca cele ale pronumelor.
O primă categorie sunt adjectivele corespunzătoare lui acest și acel, precum și cele care le au pe acestea ca ultimul element al unor adjective compuse. Acestea sunt:
| Apropiere                        | Apropiere                           | Depărtare                    | Depărtare                        |
| Singular                         | Plural                              | Singular                     | Plural                           |
| -------------------------------- | ----------------------------------- | ---------------------------- | -------------------------------- |
| ez „acest/această”               | ezek „acești/aceste”                | az „acel/acea”               | azok „acei/acele”                |
| mindez „tot acest/toată această” | mindezek „toți acești/toate aceste” | mindaz „tot acel/toată acea” | mindazok „toți acei/toate acele” |
| ugyanez „același/aceeași”        | ugyanezek „aceiași/aceleași”        | ugyanaz „același/aceeași”    | ugyanazok „aceiași/aceleași”     |

Aceste adjective demonstrative constituie excepții de la regula după care în maghiară, adjectivele nu se acordă în funcție de atribut cu substantivul determinat. Aceste adjective se acordă și, totodată, substantivul este articulat cu articol hotărât. Exemple: Megveszem ezt a házat „Cumpăr casa asta”, Arról a könyvről beszélünk „Vorbim despre cartea aceea”. În cazul folosirii de postpoziții, acestea se repetă după substantivul determinat: ezek alatt a házak alatt „sub casele acestea”.
Adjectivele demonstrative neacordate sunt:
| Apropiere                                             | Depărtare                                            |
| ----------------------------------------------------- | ---------------------------------------------------- |
| ilyen „ca acesta/aceasta/aceștia/acestea”             | olyan „ca acela/aceea/aceia/acelea”                  |
| ugyanilyen „la fel ca acesta/aceasta/aceștia/acestea” | ugyanolyan „la fel ca acela/aceea/aceia/acelea”      |
| efféle „de felul acesta”                              | afféle „de felul acela”                              |
| ekkora „atâta (de mare/mic/mică/mari/mici)”           | akkora „atâta (de mare/mic/mică/mari/mici)”          |
| ugyanekkora „tot atâta (de mare/mic/mică/mari/mici)”  | ugyanakkora „tot atâta (de mare/mic/mică/mari/mici)” |
| ennyi „atâta/atâția/atâtea”                           | annyi „atâta/atâția/atâtea”                          |
| ugyanennyi „tot atâta/atâția/atâtea”                  | ugyanannyi „tot atâta/atâția/atâtea”                 |

Exemple în propoziții: Ennyi könyvet nem tudsz elvinni „Nu poți duce atâtea cărți”, Nem ilyen lovat akartam „Nu un cal ca ăsta voiam”.
Observații generale:
- Adjectivele demonstrative de bază sunt ez și az. Celelalte, în afară de ilyen și olyan, sunt compuse din cele de bază și alte cuvinte. În unele din adjectivele compuse, consoana z este asimilată de consoana inițială a componentului următor.
- Formele de apropiere se deosebesc de cele de depărtare și fonetic, prin gradul de anterioritate a vocalelor pe care le conțin, fără a se ține seama de cele din componentele secundare ale pronumelor compuse. Astfel, formele de apropiere conțin vocale anterioare, iar cele de depărtare – posterioare[8].
- Adjectivele ugyanez/ugyanaz corespund adjectivului demonstrativ de identitate românesc, care nu are forme aparte pentru apropiere și depărtare.
- Nici adjectivele ekkora/akkora, ugyanekkora/ugyanakkora, ennyi/annyi și ugyanennyi/ugyanannyi nu au corespondente românești care să indice apropierea și depărtarea.